# Skógafjall (berg i Island, Suðurland)
Skógafjall är ett berg i republiken Island. Det ligger i regionen Suðurland, 140 km sydost om huvudstaden Reykjavík. Toppen på Skógafjall är 670 meter över havet, eller 82 meter över den omgivande terrängen. Bredden vid basen är 1,6 km.
Trakten runt Skógafjall är nära nog obefolkad, med mindre än två invånare per kvadratkilometer. Trakten runt Skógafjall består i huvudsak av gräsmarker.